# Adékambi Olufadé
Adekambi Olufadé (ur. 7 stycznia 1980 w Lomé) – togijski piłkarz występujący na pozycji napastnika.

## Kariera klubowa
Olufadé karierę rozpoczynał w 1996 roku w togijskim zespole Dynamic Togolais. Następnie grał w gwinejskim Satellite FC, a w 2000 roku przeszedł do belgijskiego KSC Lokeren. Spędził tam sezon 2000/2001, a potem odszedł do francuskiego Lille OSC. W Division 1 zadebiutował 28 lipca 2001 w zremisowanym 0:0 meczu z Paris Saint-Germain. 30 września 2001 w zremisowanym 1:1 pojedynku z CS Sedan strzelił pierwszego gola w Division 1. W Lille Olufadé grał przez sezon 2001/2002.
Potem, również przez jeden sezon występował w innym zespole pierwszej ligi – OGC Nice. W 2003 roku przeniósł się do belgijskiego RSC Charleroi, którego barwy reprezentował w sezonie 2003/2004. W latach 2004–2006 Olufadé grał w katarskiej drużynie Al-Sailiya. Następnie wrócił do Belgii, gdzie występował w KAA Gent oraz w RSC Charleroi. W 2011 roku zakończył karierę.
| Sezon   | Klub          | Kraj    | Rozgrywki     | Mecze | Bramki |
| ------- | ------------- | ------- | ------------- | ----- | ------ |
| 2000/01 | KSC Lokeren   | Belgia  | Eerste Klasse | 13    | 7      |
| 2001/02 | Lille OSC     | Francja | Division 1    | 11    | 1      |
| 2002/03 | OGC Nice      | Francja | Ligue 1       | 18    | 2      |
| 2003/04 | RSC Charleroi | Belgia  | Eerste Klasse | 24    | 7      |
| 2004/05 | Al-Siliya     | Katar   | Q-League      | ?     | ?      |
| 2005/06 | Al-Siliya     | Katar   | Q-League      | ?     | ?      |
| 2006/07 | KAA Gent      | Belgia  | Eerste Klasse | 27    | 15     |
| 2007/08 | KAA Gent      | Belgia  | Eerste Klasse | 25    | 9      |
| 2008/09 | KAA Gent      | Belgia  | Eerste Klasse | 16    | 9      |
| 2009/10 | KAA Gent      | Belgia  | Eerste Klasse | 2     | 0      |
| 2010/11 | RSC Charleroi | Belgia  | Eerste Klasse | 5     | 0      |

## Kariera reprezentacyjna
W reprezentacji Togo Olufadé zadebiutował 4 czerwca 1997 w zremisowanym 0:0 towarzyskim meczu z Burkina Faso. W latach 2002 oraz 2006 wziął udział w Pucharze Narodów Afryki, w obu przypadkach zakończonym przez Togo na fazie grupowej. W 2006 roku został też powołany do kadry na Mistrzostwa Świata. Zagrał na nim w spotkaniu z Francją (0:2), a Togo odpadło z turnieju po fazie grupowej.
W drużynie narodowej Olufadé grał w latach 1997–2010.